# Hieracium moense
Hieracium moense es una especie de planta con flor del género Hieracium, de la familia Asteraceae, orden Asterales.

## Distribución
Hieracium moense se distribuye por Noruega.

## Taxonomía
Fue descrita científicamente por Notø.